# Lacuna
Genre
Synonymes
- Aquilonaria Dall, 1886
- Boetica Dall, 1918
- Epheria Leach, 1847
- Haloconcha Dall, 1886
- sous-genre Lacuna (Epheria) Leach, 1847
- sous-genre Lacuna (Lacunella) Dall, 1884
- Lacunaria Dall, 1885
- Lacunitunica Golikov & Gulbin, 1978
- Medoria Leach in Gray, 1847
- Tamanella (sic)
- Temanella Rovereto, 1899[1]

Lacuna est un genre de mollusques gastéropodes de la famille des Littorinidae.

## Liste d'espèces
Selon World Register of Marine Species (28 octobre 2017) :
- Lacuna carinifera A. Adams, 1853
- Lacuna cleicecabrale Barros, 1994
- Lacuna crassior (Montagu, 1803)
- Lacuna decorata A. Adams, 1861
- Lacuna indica E. A. Smith, 1894
- Lacuna latifasciata A. Adams, 1863
- Lacuna lepidula A. Adams, 1863
- Lacuna lukinii (Golikov & Gulbin, 1978)
- Lacuna marmorata Dall, 1919
- Lacuna minor (Dall, 1919)
- Lacuna orientalis (Golikov & Gulbin, 1985)
- Lacuna pallidula (da Costa, 1778)
- Lacuna parva (da Costa, 1778)
- Lacuna porrecta Carpenter, 1864
- Lacuna pumilio E. A. Smith, 1890
- Lacuna reflexa Dall, 1884
- Lacuna setonaikaiensis (Habe, 1958)
- Lacuna smithii Pilsbry, 1895
- Lacuna succinea Berry, 1953
- Lacuna turneri (Dall, 1886)
- Lacuna turrita A. Adams, 1861
- Lacuna uchidai (Habe, 1953)
- Lacuna unifasciata Carpenter, 1856
- Lacuna vaginata (Dall, 1918)
- Lacuna variegata Carpenter, 1864
- Lacuna vincta (Montagu, 1803)